# 印尼華裔總會
印尼華裔總會，簡稱印華總會或華裔總會，是一個印度尼西亞的全國性華人社團。1998年5月，印度尼西亞發生一系列針對華人的黑色五月暴動，在當時排華的社會背景下，印尼華人創立了各種政黨、協會、聯誼會組織，印尼華裔總會遂於1999年2月5日在雅加達成立，之後陸續在印尼各地成立分會。印華總會和印華百家姓協會是現存兩個較具影響力的印尼華人社團。

## 外部連結
- （中文）印尼華裔總會網站
- （印尼文）印尼華裔總會網站